# Площадь Дофина
Площадь Дофина (фр.  La place Dauphine) — историческая площадь в центре Парижа. Находится на западной оконечности острова Ситэ в I округе. Площадь создана в период правления Генриха IV (1589—1610), его конная статуя находится недалеко от площади. Треугольная в плане, площадь имеет 102 метра в длину и 67 метров в ширину. Западная вершина треугольника выходит на середину моста Пон-Нёф, а восточное основание замыкает Дворец правосудия (Palais de Justice).
В момент своего создания площадь названа в честь дофина, будущего короля Людовика XIII. Но она никогда не считалась королевской в отличие от «Королевской площади» (позднее Площадь Вогезов). На площади Дофин не было королевских статуй. Статуя короля Генриха IV с самого начала была помещена посередине острова, в нише Пон-Нёфа, за границей площади, на месте, ранее называемом «Площадь Бронзового Коня» (Place du Cheval de Bronze), теперь: «Площадь Пон-Нёф» (Place du Pont-Neuf).

## История
В 1607 году, после начала работ на Королевской площади (ныне Площадь Вогезов) и открытия моста Пон-Нёф, король Генрих IV захотел обустроить западную оконечность острова Сите между своим дворцом и новым мостом. Он решил создать площадь на месте старых островков и королевского сада. Работы начались в мае 1607 года. Ахиль де Харле (Achille Ier de Harlay), верный придворный короля и президент парламента, получил землю и разрешение на строительство. Площадь была названа самим королем в честь дофина 1601 года рождения, будущего Людовика XIII.

## В искусстве
С начала XVIII века Площадь Дофина была одним из центров художественной жизни Парижа. На площади проводилась «Выставка дебютантов» (фр. Exposition de la Jeunesse). О ней упоминается в литературном журнале тех лет Mercure de France. Выставка проходила в католический Праздник Тела и Крови Христовых под открытым небом. Если в этот день шёл дождь, то выставку переносили на следующую неделю. Вначале выставка проходила стихийно, но постепенно стала регулярным и ожидаемым событием. С 1722 года выставкой стали интересоваться члены Королевской академии живописи и скульптуры. Благодаря выставкам на площади Дофина первое признание публики получили живописцы Оноре Фрагонар, Жан Батист Симеон Шарден, Никола Ланкре. Салон дебютантов просуществовал до Великой французской революции, когда революционное правительство запретило праздник Тела и Крови Христовых.
Площадь Дофина часто становилась местом съёмок художественных фильмов и телесериалов, например «Любовь длится три года» (2011). Название площади многократно упоминается в разных литературных и музыкальных произведениях.
Площадь Дофина описана в рассказе писателя и поэта-сюрреалиста Андре Бретона «Надя» (Nadja; 1927). Позднее, в критическом эссе «Ключ к полям» (La Clé des champs; 1953), Бретон сравнил два рукава Сены с раздвинутыми ногами женщины, а выдающуся оконечность острова Сите с площадью треугольной формы, покрытой растительностью назвал «le sexe de Paris» (на русский язык часто переводят: «вагина Парижа»). Бретону также принадлежит выражение: «Я дофин места Дофин» (Je suis le dauphin de la place Dauphine) — игра слов: дофин буквально означает «наследник, потомок».

## Известные дома
- № 15: здесь жили Симона Синьоре и Ив Монтан

- № 15: здесь жил композитор и актёр Ив Симон

- № 23: расположена картинная Галерея Орфевр

- № 26: место, на котором 11 (или 18) марта 1314 года был сожжён на костре магистр ордена Тамплиеров Жак де Моле

- № 28: в этом доме с 1912 по 1934 год жил Андре Антуан, французский актер, создатель Театр-Либр (Théâtre-Libre)